# Lula Côrtes
Luiz Augusto Martins Côrtes  (Recife, 9 de maio de 1949 — Recife, 26 de março de 2011), mais conhecido como Lula Côrtes, foi um cantor, compositor, pintor e poeta brasileiro.
Foi um dos primeiros a fundir ritmos regionais nordestinos com o rock and roll, juntamente com Zé Ramalho e outros artistas. 
Em dupla com Lailson, lançou no início de 1973 o álbum Satwa, o primeiro disco independente da música brasileira moderna, com a participação de músicos que depois ficariam consagrados, como Robertinho de Recife. O álbum chegou a ser relançado na década de 2000 nos Estados Unidos pela gravadora Time-Lag Records.
Em 1975, lança o raro e cultuado álbum Paêbirú em dupla com Zé Ramalho. Quase todas as cópias do álbum foram destruídas em uma inundação, tornando-o muito difícil de ser encontrado. O álbum foi relançado em 2005 pela gravadora alemã Shadoks Music, e em 2008 na Inglaterra pelo selo Mr. Bongo (MRBCD050).
Em 1976 fez parte da banda de Alceu Valença. Após isso, gravou alguns álbuns solo pela gravadora Rozenblit que nunca foram lançados. Entre eles está Rosa de Sangue, que em 2009 foi finalmente lançado pela gravadora estadunidense Time-Lag Records (Time-Lag 041). Em 1980 finalmente teve um álbum solo lançado, chamado O Gosto Novo da Vida, pela gravadora Ariola.[carece de fontes?]
Durante a década de 1980, a maioria de seus trabalhos foram produzidos com a banda Má Companhia. Côrtes também não deixou de fazer algumas colaborações com Zé Ramalho em outros álbuns, incluindo o álbum de estreia do cantor de 1978, Zé Ramalho, o De Gosto de Água e de Amigos de 1985 e o Cidades e Lendas de 1996.[carece de fontes?]
Também publicou livros de poesia.
Na madrugada do dia 26 de março de 2011, Lula Côrtes faleceu aos 61 anos, vítima de um câncer na garganta, no Hospital Barão de Lucena em Recife.

## Obras

### Discografia
- Satwa (Rozenblit, 1973), com Lailson
- Paêbirú (Rozenblit, 1975), com Zé Ramalho
- Nordeste, Repente e Canção (Discos Marcus Pereira, 1975), participação na coletânea com uma música gravada em dupla com Zé Ramalho
- Rosa de Sangue (Rozenblit, não lançado na época, lançado em 2009 pela gravadora estadunidense Time-Lag Records)
- A Mística do Dinheiro (Rozenblit, nunca lançado)
- BOM SHANKAR BOLENATH (Instrumental, Lula Côrtes e Jarbas Mariz)
- O Pirata (gravado em São Paulo, também nunca lançado)
- O Gosto Novo da Vida (Ariola, 1980)
- Lula Cortes & Má Companhia (1997).
- Lula Cortes & Má Companhia - A Vida Não é Sopa (2006) <Sopa Diário>